# حلبة كورنيش جدة
حلبة كورنيش جدة هي حلبة سباق سيارات مخططة تم بناؤها في مدينة جدة الساحلية على البحر الأحمر في المملكة العربية السعودية. من المقرر أن تستضيف الحلبة النسخة الافتتاحية لسباق الجائزة الكبرى للمملكة العربية السعودية في 3 ديسمبر 2021، حيث سيكون السباق قبل الأخير في تقويم موسم الفورمولا 1 لعام 2021.

## تاريخ
تمت تسميتها على أنها «أسرع مسار شارع» في تقويم فورمولا 1 مع محاكاة سيارات فورمولا 1 بمتوسط سرعات تزيد عن 250 كيلومتر في الساعة (160 ميل/س)، سيكون المسار ثاني أطول مسار في تقويم فورمولا 1، مع كون سبا فرانكورشان أطول منها.
تم بناء الحلبة على كورنيش جدة المجاور للبحر الأحمر. تم تصميم الحلبة من قِبل هيرمان تيلك.